# Барабанні важкосередовищні сепаратори
Барабанні важкосередовищні сепаратори — важкосередовищні сепаратори (наприклад, елеваторний СБЕ і спіральний СБС), в якому робоча камера виконана у вигляді барабана — горизонтально встановленого циліндра. Барабанні важкосередовищні сепаратори застосовуються для збагачення неметалічних корисних копалин, руд кольорових і чорних металів.

## Різновиди барабанних важкосередовищних сепараторів

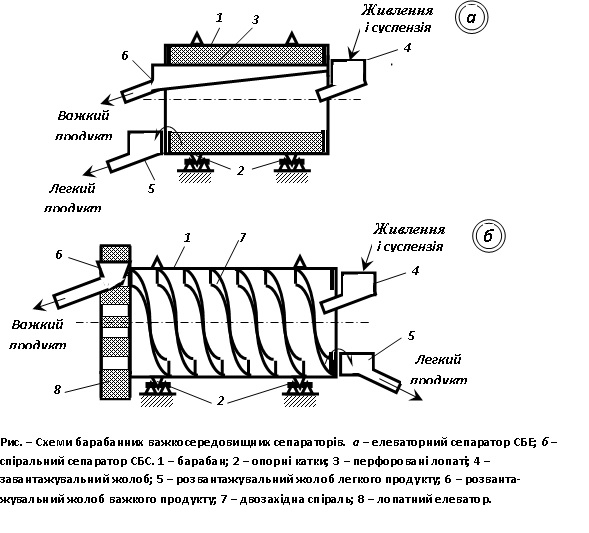

- Сепаратор барабанний елеваторний (рис. а) являє собою обертовий барабан 1, установлений на опорних котках 2. На внутрішній поверхні барабана закріплені перфоровані лопаті 3. Вихідний матеріал разом із суспензією подається усередину барабана через отвір у передній торцевій стінці по жолобу 4. Барабан, заповнений суспензією, служить ванною для розділення матеріалу за густиною. Легкий продукт з потоком суспензії самопливом вивантажується в жолоб 5, а важкий — піднімається лопатями вгору і направляється в жолоб 6. Оскільки лопаті перфоровані, у жолоб 6 потрапляє лише незначна кількість суспензії.

- Сепаратор барабанний спіральний (рис. б) конструктивно від сепаратора з елеваторним розвантаженням відрізняється наявністю решітчастої двозахідної спіралі 7 на внутрішній поверхні барабана. При обертанні барабана спіраль переміщає важкий продукт до розвантажувального кінця, де він розвантажується із сепаратора лопатевим елеватором 8.

Продуктивність барабанних сепараторів так само, як і конусних визначається за питомим навантаженням на одиницю площі дзеркала суспензії.
Барабанні сепаратори найбільш економічні в експлуатації, але ефективність розділення в них нижча, ніж у колісних і конусних сепараторів.